# Белли, Григорий Григорьевич
Григорий Григорьевич Бе́лли (также Генрих Григорьевич Белле; англ. Henry Baillie; ок. 1756 — 2 июня 1826, Николаев) — российский контр-адмирал (1816 год) шотландского происхождения, участник Русско-турецкой войны (1787—1792), герой Средиземноморского похода (1798—1800) и Второй Архипелагской экспедиции (1805—1807).

## Биография
Принят из британской службы на русскую в 1783 году с чином мичмана с назначением в Донскую флотилию. В следующем году Белли был произведен в чин лейтенанта. В 1784-1787 годах командовал ботом «Елань».

### Русско-турецкая война (1787—1792)
Во время второй турецкой войны Белли, командуя шхуной «Победослав Дунайский», участвовал в сражении с турецким флотом при острове Фидониси (3 июля 1788 года).
В 1790 году назначен командиром репетичной шхуны «Полоцк» в эскадру контр-адмирала Ф. Ф. Ушакова, с которой участвовал в сражениях в Керченском проливе (8 июля 1790 года), у Гаджибея (28 и 29 августа 1790 года) и у мыса Калиакрии (31 июля 1791 года). За отличие, оказанное в последнем сражении, Белли был награждён орденом Святого Владимира 4 степени с бантом.

### Средиземноморский поход Ушакова (1798—1800)
Командуя 32-пушечным фрегатом «Счастливый», Белли участвовал в экспедиции Ушакова 1798—1800 годов в Архипелаге, для освобождения Ионических островов из-под власти французов. В эту экспедицию Белли был при овладении островами Чериго и Занте и при блокаде крепости Корфу, за что был награждён орденом Святой Анны 2 степени.
Произведенный в капитаны 2-го ранга, Белли 8 мая 1799 года высадился с отрядом из 511 матросов и 6-ю пушками на итальянский берег в заливе Манфредонии для подавления республиканской партии. 11 мая овладел городом Фоджа и двинулся далее сухим путём прямо к Неаполю, восстанавливая везде королевскую власть. Получая с наших судов подкрепления для своего отряда, Белли победоносно подошел к столице, вытеснил из неё французский отряд, укрывавшийся в крепости Сант-Эльмо, и овладел Неаполем 3 июня.
За взятие Фоджи Белли пожалован был орденом Святого Иоанна Иерусалимского, а за взятие Неаполя был награждён орденом Святой Анны 1 степени. Это был единственный пример такой высокой награды штаб-офицеру. При назначении этой награды Павел I сказал: «Белли хотел удивить меня, и я удивлю его».
Продолжая затем на своем фрегате крейсерство, Белли овладел крепостями Кастель-Нуово и Капуей 17 июля, потом возвратился к Неаполю и оставался в нём два года.

### Вторая Архипелагская экспедиция (1805—1807)
В 1804 году, в чине капитана 1-го ранга командуя кораблем «Азия», Белли вторично перешел в Архипелаг и крейсировал в Средиземном море. Со времени прихода в Архипелаг из Кронштадта эскадры под флагом вице-адмирала Сенявина, Белли принял участие в очищении от французов приморских пунктов в Адриатике.
В 1806 году Белли овладел провинцией Боко-ди-Каттаро в Черногории, городом и крепостью Курцало 30 марта и островом Лисса; потом участвовал при блокаде острова Патраса и, приняв в командование взятый в плен в Афонском сражении корабль «Седель-Бахр», привел его из Корфу в Триест. Награждён орденом Святого Георгия IV степени «за совершение, в офицерских чинах, 18-ти морских компаний».
В 1808 году, в чине капитан-командора, по случаю начавшейся войны с Англией, Белли был отозван берегом в Россию и до 1812 года проживал в Москве, Санкт-Петербурге и Саратове.
В 1812—1826 годах Белли продолжал службу в Черноморском флоте и, большею частью, состоял в Севастополе, командуя сперва 74-пушечным кораблем «Азия» и  59-м флотским экипажем, а с производством в чин контр-адмирала в 1816 году, он получил в команду 3-ю бригаду Черноморского флота.

## Образ в кино
- «Адмирал Ушаков», «Корабли штурмуют бастионы» (1953) — актёр Владимир Балашов